# Меморіальний ордер
Меморіальний ордер — розрахунковий документ, який складається за ініціативою банку для оформлення операцій зі списання коштів з рахунку платника внутрішньобанківських операцій відповідно до нормативно-правових актів НБУ.